# 아이러브사커
아이러브사커(영어: I Love Soccer) 또는 알싸는 2002년 8월 12일에 개설된 축구 커뮤니티 사이트다. 다음 카페에 있으며 2002년 FIFA 월드컵이 끝난 후에 개설되었다.

## 같이 보기
- 樂 SOCCER
- 아이러브전북사커